# Buzz (gruppo musicale)
I Buzz (버즈?, BeojeuLR) sono un gruppo musicale rock ballad sudcoreano formatosi nel 2000.
Hanno ottenuto successo nei primi anni 2000 con canzoni come Coward, Thorn e You Don't Know Man, diventando la prima rock band coreana a godere di popolarità sulla scena mainstream. Durante il loro periodo di maggior riuscita, prima del temporaneo scioglimento del 2007, hanno svolto un ruolo importante nella diffusione del rock in Corea, inducendo la nascita di numerose band di giovani emulatori.

## Storia
I Buzz si formano nel maggio 2000 dall'incontro tra il chitarrista Son Sung-hee e il batterista Kim Ye-joon, al cui duo si uniscono in un secondo momento un altro chitarrista, Yoon Woo-hyun, il bassista Shin Joon-ki, e Park Jung-hoon, il primo vocalist. Il quintetto inizia così a esibirsi a numerosi eventi scolastici e universitari sulla scena indie. A fine 2001, Park abbandona la band, e la posizione di cantante viene colmata da Min Kyung-hoon, uno studente delle superiori che viene convinto a unirsi ai Buzz da un talent scout. Iniziano a essere riconosciuti dal pubblico dopo essere stati ospiti della Yoon Do-hyun Band durante il suo concerto a Ulsan del 2003, e nell'ottobre di quello stesso anno pubblicano il loro album di debutto, un successo commerciale da quasi 150 000 copie, acquisendo popolarità grazie alle canzoni Maybe... e Monologue. Il secondo album Buzz Effect, dalle sonorità più melodiche, viene pubblicato il 4 marzo 2005 e vende 85 000 copie in un mese e 230 000 entro agosto, oltre a produrre le hit Coward e Journey to Me. Per Coward viene realizzato un video musicale su larga scala, costato 600 milioni di won, diretto da Ahn Hong-cheol e avente come protagonisti Min Kyung-hoon e l'attrice Lee Chung-ah. Le promozioni dell'album sono accompagnate da un tour nazionale che comincia il 2 aprile 2005 al parco olimpico di Seul. A novembre partecipano a un concerto di beneficenza con i TVXQ e Kim Jong-kook a favore dei bambini affetti da malattie cardiache, e a fine anno vengono indicati come terzo artista di maggior successo degli ultimi dodici mesi dopo SG Wannabe e Kim Jong-kook, avendo venduto 260 000 dischi nel primo semestre del 2005.
Il 24 aprile 2006 esce il terzo album in studio Perfect. Lo pubblicizzano inizialmente utilizzando la traccia My Darling, ma la maggior popolarità di You Don't Know Man li porta a sostituire l'apripista. A settembre rappresentano la Corea del Sud insieme ai TVXQ all'Asia Song Festival che si tiene al Gwangju World Cup Stadium.
Il 17 maggio 2007 viene annunciato il loro temporaneo scioglimento a causa dell'obbligo di leva militare. Quattro membri – Kim, Yoon, Shin e Son – si arruolano entro il febbraio seguente, mentre Min debutta come cantante solista e vengono lanciate delle audizioni nazionali per trovare una nuova voce ai Buzz. Il 25 giugno esce l'ultimo singolo, Love Comes from the Heart, Part 2.
A novembre 2010 esce Fuzz-Buzz, un album speciale registrato da Yoon Woo-hyun e dal nuovo vocalista Na Yool, che aderisce a un sound differente rispetto ai dischi precedenti, enfatizzando maggiormente la chitarra di Yoon e fondendola al britpop in uno stile che battezzano "buzzing rock". Un anno e mezzo dopo, Yoon e il nuovo cantante Min Dae-hong pubblicano il singolo Buzz Return, a cui Yoon partecipa come compositore.
Terminato anch'egli il servizio militare nel 2013, l'8 aprile 2014 Min Kyung-hoon annuncia la reunion della formazione originale, avvenuta sotto la nuova etichetta Santa Music l'8 agosto seguente con il singolo The First Summer in 8 Years, che anticipa il quinto album in studio Memorize pubblicato il successivo 26 novembre. Dal 27 al 31 marzo 2015 sono in concerto alla K Art Hall nel parco olimpico di Seul. Il 20 ottobre esce il singolo Forever Love, seguito da Love Comes from the Heart Part 3 e Still With You nei dodici mesi successivi, durante i quali la band tiene anche un tour nazionale.
Il 28 luglio 2017 esce il primo EP Be One, e i Buzz sono in tour per la Corea da novembre a gennaio. A maggio 2018 si esibiscono al Greenplugged Seoul Festival, mentre a dicembre esce il secondo EP 15, seguito il 10 marzo 2021 dal terzo, The Lost Time, alla cui scrittura e composizione partecipano tutti i membri della band. Una traccia non inclusa nel disco, Dreaming, viene annunciata a sorpresa il 12 aprile e pubblicata il giorno successivo.

## Formazione
- Kim Ye-joon – leader, batteria (2000-2007, 2014-presente)
- Yoon Woo-hyun – chitarra (2000-2007, 2010-presente)
- Shin Joon-ki – basso (2000-2007, 2014-presente)
- Son Sung-hee – chitarra (2000-2007, 2014-presente)
- Min Kyung-hoon – voce (2000-2007, 2014-presente)

Ex componenti
- Park Jung-hoon – voce (2000-2001)
- Na Yool – voce (2010)
- Min Dae-hong – voce (2012)

## Discografia

### Album in studio
- 2003 – Morning of Buzz
- 2005 – Buzz Effect
- 2006 – Perfect
- 2010 – Fuzz-Buzz
- 2014 – Memorize

### Album dal vivo
- 2006 – Buzz 2006 Live & Acoustic

### EP
- 2017 – Be One
- 2018 – 15
- 2021 – The Lost Time

### Singoli
- 2004 – A Poor Love
- 2005 – Love Comes from the Heart
- 2006 – Don't Cry
- 2007 – Love Comes from the Heart, Part 2
- 2012 – Buzz Return
- 2014 – The First Summer in 8 Years
- 2014 – Train
- 2015 – If You're A Man
- 2015 – Forever Love
- 2015 – Love Comes from the Heart, Part 3
- 2016 – Still With You
- 2019 – Christmas Song
- 2021 – Dreaming

### Colonne sonore
- 2015 – Hero (per Spy)[46]

## Tournée
- 2004 – Three Go!![47]
- 2005 – Buzz Promotion Tour Buzz Effect[48]
- 2006 – Dream of Summer Night[49]
- 2014 – Return to Happy Buzz Day[50]
- 2015 – Buzz Small Theater Documentary Concert Let's Go on a Picnic[30]
- 2016 – The Band[32]
- 2017/18 – Just One[37]

## Riconoscimenti
- Golden Disc Award
  - 2005 – Bonsang per Coward[51]
  - 2006 – Bonsang per You Don't Know Man e My Darling[52]
- KBS Gayo Daesang
  - 2005 – Artista dell'anno[53]
- Korea Entertainment Award
  - 2005 – Miglior rock ballad[54]
- MBC Gayo Daejejeon
  - 2005 – Top 10 artisti[55]
- Mnet Asian Music Award
  - 2004 – Candidatura Miglior video di un nuovo gruppo per Monologue[56]
  - 2005 – Miglior esibizione rock per Coward[57]
  - 2005 – Candidatura Miglior gruppo maschile per Coward[58]
  - 2006 – Miglior esibizione rock per You Don't Know Man[59]
- SBS Gayo Daejeon
  - 2004 – Miglior rock[60]
  - 2005 – Bonsang[61]
  - 2006 – Bonsang[62]